# توبي ستيفنسون (لاعب كرة قدم)
توبي ستيفنسون (بالإنجليزية: Toby Stevenson)‏ هو لاعب كرة قدم بريطاني، ولد في 22 نوفمبر 1999 في كولشيستر في المملكة المتحدة. لعب مع تشارلتون أثلتيك.